# Hilmar Thate
Hilmar Otto Thate, né le 17 avril 1931 à Dölau et mort le 14 septembre 2016 à Berlin, est un acteur allemand.

## Biographie
Hilmar Thate est le fils d'un monteur de locomotives et d'une femme au foyer. Il grandit à Halle-sur-Saale, où il est élève de la Fondation Francke jusqu'à la terminale. Déjà membre d'un groupe de théâtre amateur pendant sa scolarité, Hilmar Thate reçoit une formation d'acteur au conservatoire de sa ville natale, qu'il complète par l'examen d'État en 1949. Il commence sa carrière théâtrale la même année au Staatstheater Cottbus. En 1951, il rejoint le Theater der Freundschaft de Berlin, puis le Théâtre Maxime-Gorki de Berlin et en 1959 le Berliner Ensemble. Il y reste jusqu'à la mort de la metteuse en scène Helene Weigel en 1971, puis rejoint le Deutsches Theater, dont il est membre jusqu'en 1980. Thate est élu deux fois acteur de théâtre de l'année en RDA : en 1967 pour son interprétation de Galy Gay dans Homme pour homme de Bertolt Brecht puis pour son interprétation de Richard III de Shakespeare. Dans les années 1960, il vit au 23 de la Frankfurter Allee à Berlin-Friedrichshain.
En 1951, il travaille au DEFA Studio für Synchronisation comme doubleur avant de faire ses débuts au cinéma en 1955.
Après l'expulsion de Wolf Biermann en 1976, Thate, qui est l'un des signataires de la pétition de protestation, est gravement entravé dans son travail d'acteur en RDA et décide donc de quitter le pays. À partir de 1980, il vit avec Angelica Domröse à Berlin-Ouest ; tous deux sont engagés au Staatliche Schauspielbühnen Berlin sous la direction de Boy Gobert.
Hilmar Thate est ensuite acteur indépendant, principalement au théâtre. Il joue notamment à Vienne dans la pièce Stalin  de Gaston Salvatore, mis en scène par George Tabori, où il est engagé en 1987 avec Angelica Domröse. Tous deux apparaissent aussi ensemble dans une production de Qui a peur de Virginia Woolf ? d'Edward Albee.
Il était membre de l'Académie des arts de la RDA en 1974 et en 1993, membre de l'Académie des arts de Berlin.
Hilmar Thate se marie pour la deuxième fois avec l'actrice Angelica Domröse en 1976. Il a un fils issu de son premier mariage qui est sculpteur.

## Filmographie
- 1955 : Einmal ist keinmal
- 1955 : Robert Mayer - Der Arzt aus Heilbronn (de)
- 1957 : Ein Tag für mich (TV)
- 1958 : Rocník 21
- 1958 : Die unadelige Gräfin (TV)
- 1958 : Weil du mich liebst (TV)
- 1958 : So eine Liebe (TV)
- 1958 : Le Chant des matelots
- 1959 : Das Stacheltier - Der Bumerang (court métrage)
- 1960 : Licht unter der tür (TV)
- 1960 : Ceux qui ont des ailes (de)
- 1961 : Mère Courage et ses enfants
- 1961 : Urfaust (TV)
- 1961 : Professeur Mamlock (Professor Mamlock) de Konrad Wolf
- 1961 : L'Affaire Gleiwitz (de)
- 1962 : Frau Flinz (TV)
- 1962 : Die Frau am Pranger (TV)
- 1962 : Das Stacheltier - Der Dickhäuter (court métrage)
- 1962 : Die letzte Chance (en) (TV)
- 1963 : Der Mann und sein Schatten (TV)
- 1963 : Die rote Kamille (TV)
- 1964 : Le Ciel partagé
- 1964 : Rote Rosen für mich (TV)
- 1966 : Die Tage der Commune (de) (TV)
- 1966-1967 : Meine besten freunde (série télévisée)
- 1966 : Die Ermittlung - Oratorium in 11 Gesängen (TV)
- 1968 : Die Gesichte der Simone Machard (TV)
- 1971 : Optimistische Tragödie (de) (TV)
- 1973 : Zement (de) (TV)
- 1974 : Les Affinités électives
- 1976 : Daniel Druskat (de) (mini-série)
- 1976 : Leben und Tod König Richard III. (TV)
- 1978 : Fleur Lafontaine
- 1979 :  Trilogie 1848 - Der Galgensteiger (TV)
- 1980 : Don Juan - Karl-Liebknecht-Str. 78 (de)
- 1981 : Les Anges de fer
- 1981 : Die zweite Haut (TV)
- 1982 : Le Secret de Veronika Voss
- 1983 : Dingo (TV)
- 1983 : Variation – oder Daß es Utopien gibt, weiß ich selber!
- 1985 : Don Juan  (TV)
- 1985 : Die Hose (TV)
- 1989 : Frei zum Abschuß (TV)
- 1991 : Hurenglück (de) (TV)
- 1991 : Die Väter des Nardino (TV)
- 1997 : Berlin - Moskau (TV)
- 1998 : Der König von St. Pauli (mini-série)
- 1999 : Wege in die Nacht
- 2000 : Krieger und Liebhaber (TV)
- 2001 : Tatort: Ein mörderisches Märchen (de) (série télévisée)
- 2002 : Operation Rubikon
- 2002 : Zweikampf (TV)
- 2004 : Le Neuvième Jour
- 2005 : La Cantate de Hitler (de)

## Récompenses et distinctions
- 1963 : Prix des arts de la République démocratique allemande (de)
- 1964 : Prix national de la République démocratique allemande
- 1976 : Prix national de la République démocratique allemande
- 1999 : Meilleur acteur au Festival international du film de Karlovy Vary pour Wege in die Nacht
- 2001 : Prix Adolf-Grimme pour Wege in die Nacht
- 2003 : Bayerischer Fernsehpreis pour Operation Rubikon (Meilleur acteur dans une série)